# Iris DeMent
Iris Luella DeMent (nacida el 5 de enero de 1961) es una cantautora estadounidense. Su estilo musical incluye elementos de country y de folk.

## Comienzos
DeMent nació cerca de Paragould, Arkansas, siendo la hija más joven de Pat DeMent y su segunda mujer, Flora Mae y era el hijo número catorce de Pat y el octavo de Flora Mae.
La madre de Iris había soñado ir a Nashville y empezar una carrera de cantante. A pesar de que abandonó aquellos planes para casarse, su voz era una inspiración e influencia para su hija más joven, Iris.
Fue criada en una familia Pentecostal. La familia se trasladó de Arkansas al área de Los Ángeles, cuándo ella tenía tres años. Mientras iba creciendo, es influida por el country y la música góspel.

## Música
DeMent fue inspirada para escribir su primera canción "Our Town" por un paseo a través de una ciudad del Medio Oeste, a la edad de 25 años. Las palabras de la canción le vinieron "exactamente en su forma actual," sin necesidad de reelaborar nada y se dio cuenta entonces que ser cantautora era su vocación.
Su primer álbum, Infamous Angel, fue publicado en 1992 en el sello Rounder Philo y exploró temas como el escepticismo religioso, la vida de ciudad pequeña y la fragilidad humana. "Let the Mystery Be" ha sido versionado por numerosos artistas, incluyendo 10,000 Maniacs y Alice Stuart y fue utilizado en las escenas de apertura de la película Pequeño Buddha. A finales de 2015  (2ª temporada), la canción devenía el tema musical para los créditos de apertura de la serie de HBO, The Leftovers, reemplazando el tema original compuesto por Max Richter. "Our Town"  ha sido grabada por Kate Rusby y Jody Stecher. En su segundo álbum, Mi Vida, publicado en 1994,  continuó su aproximación personal e introspectiva. El registro está dedicado a su padre, quién murió dos años antes. Mi Vida estuvo nominada para un Grammy en la categoría de Mejor Álbum de Folk Contemporáneo Folk. El crítico Robert Christgau lo nombró el décimo mejor álbum de los añ̪os noventa.
Su tercer álbum, The Way I Should, fue publicado en 1996. Presentando la canción protesta "Wasteland of the Free,"  es su trabajo más político. Cubre temas como el abuso sexual, la religión, la política de gobierno y Vietnam.
DeMent cantó el dúo "Bell Bottomed Tear" como parte del The Beautiful South's Much Later con Jools en 1997

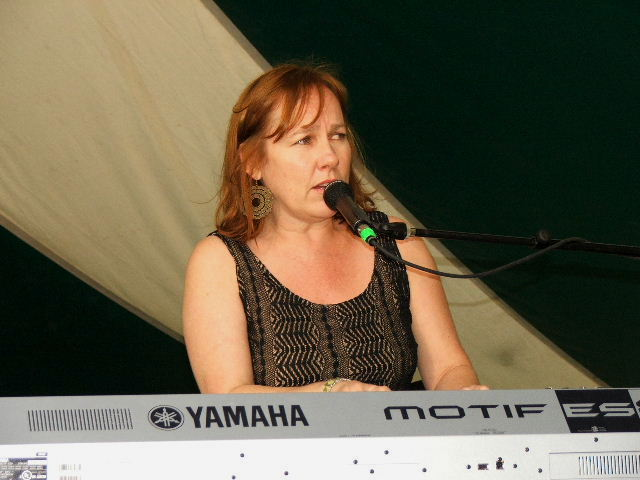
Iris DeMent en 2007.

Canta cuatro dúos con John Prine en su álbum A pesar de Nosotros, de 1999, incluyendo la pista de título. Aparece en la película Songcatcher, del año 2000, desempeñando el papel de Rose Gentry y cantando en la banda sonora. Su dúo con Ralph Stanley en "Ridin' That Midnight Train" fue el tema de apertura en su álbum de 2001, Clinch Mountain Sweethearts: Ralph Stanley & Friends.
En 2004 pública Lifeline, un álbum de canciones gospel. Incluye 12 versiones y una composición original ("He Reached Down"). Una versión acortada de su versión de "Leaning on the Everlasting Arms" era más tarde utilizada en los créditos de cierre del film de los hermanos Coen True Grit. El 2 de octubre de 2012, DeMent publicó su primer álbum de canciones originales en 16 años, Sing the Delta.
DeMent ha cantado dúos con Steve Earle y Emmylou Harris y está invitada en los álbumes de muchos otros intérpretes. Cante el tema de Merle Haggard "Big City" en Tulare Dust: A Songwriters' Tribute to Merle Haggard. Ha hecho apariciones frecuentes en el Garrison Keillor radio show A Prairie Home Companion. DeMent contribuye con armonías vocales a "Pallbearer," una canción del artista country Josh Turner en su álbum de 2012 Puching Bag.
En 2015, DeMent publicó The Trackless Woods un álbum basado a e inspirado en las palabras de la poetisa rusa, Anna Akhmatova en su propio sello Flariella.

## Vida personal
DeMent Estuvo casada con Elmer McCall desde 1991, pero el matrimonio acabado en divorcio.
Se casó con el cantautor Greg Brown el 21 de noviembre de 2002. Viven en el campo al sureste de Iowa con su hija rusa adoptada.

## Discografía
| Año  | Álbum               | Lista                       | Pos. |
| ---- | ------------------- | --------------------------- | ---- |
| 1992 | Infamous Angel      |                             |      |
| 1993 | My Life             | Billboard Heatseekers       | 16   |
| 1996 | The Way I Should    | Billboard Heatseekers       | 22   |
| 2004 | Lifeline            | FolkDJ-L Folk Radio Airplay | 15   |
| 2012 | Sing the Delta      | Billboard 200               | 124  |
| 2015 | The Trackless Woods |                             |      |
| 2023 | Workin' on a World  |                             |      |

## Lecturas
- 1998: In the Country of Country: A Journey to the Roots of American Music, Nicholas Dawidoff, Vintage Books, ISBN 0-375-70082-X
- 2001: Don't Get Above Your Raisin': Country Music and the Southern Working Class, Bill C. Malone, University of Illinois Press, ISBN 0-252-02678-0